# Монс
Монс (фр. Mons фр.: [mɔ̃s] ( прослухати); нім. та нід. Bergen, нід. вимова: [ˈbɛrɣə(n)] ( прослухати); валл. та пік. Mont) — місто у Валлонії, Бельгія, адміністративний центр провінції Ено. Населення міста — 91 тис. мешканців. Культурна столиця Європи 2015 року; є одним із найменших міст, що отримували цей статус.

## Назва
Назва міста походить від лат. montes — гора, пагорб. Це не випадковість: Монс з усіх боків прикрашають мальовничі пагорби. 

## Історія
Монс заснований у VII сторіччі. Розташований у французькомовному регіоні Бельгії — Валлонії — у 65 кілометрах на північний захід від Брюсселя та є адміністративним центром провінції Ено. Римський військовий табір, свого часу встановлений на цьому місці Юлієм Цезарем, мав назву Монс. Цей табір і започаткував майбутнє місто.
Головна роль у становленні Монса належить абатисі Вальдетруді — дочці одного з придворних короля франків Хлотара II. Вона заснувала тут монастир і залишалася його ігуменею до самої смерті. Зрештою Вальдетруду, яку вважали заступницею Монса, було канонізовано. Пам'ять про неї живе й досі: щороку під час карнавалу, який знаменує початок передвеликоднього посту, на честь заступниці міста відбувається урочиста процесія.
Готичний собор Святої Вальдетруди, побудований 1686 року на честь пам'яті про заступницю Монса, розташований у самому центрі міста та є сьогодні однією з його головних пам'яток. Так само як і єдина в Бельгії дзвіниця в стилі бароко кінця 17 століття (бефруа), яка перебуває під охороною ЮНЕСКО, а також міська ратуша 15 сторіччя, Валансьєнська башта, побудована у 14 сторіччі, Іспанський дім з червоної цегли 16 сторіччя, будівля масонської ложі (кінець 19 сторіччя), каземати (19 сторіччя).

## Промисловість, транспорт
Невеликий Монс є великим транспортним вузлом та економічним центром, де працюють підприємства коксохімічної, легкої, склокерамічної, цементної та харчової промисловості.

## Культура
У місті є консерваторія, чимало музеїв, серед яких — музей образотворчих мистецтв, музей декоративного мистецтва Франсуа Дюсберга, музеї військової та природничої історії, космонавтики, годинників, кераміки. На околицях Монсу розташований будинок-музей Вінсента Ван Гога, де художник прожив один рік на початку своєї творчості.

### Культурна столиця Європи 2015
Монс став одним із двох міст (разом із чеським Пльзенем), які отримали статус культурної столиці Європи 2015. Культурна програма об'єднала близько 300 заходів. Серед них, зокрема, 20 великих виставок.
Центральним заходом стала масштабна експозиція, присвячена ранній творчості нідерландського експресіоніста Вінсента Ван Гога, який жив неподалік від Монса наприкінці 1870-х років та створив низку робіт із зображенням місцевих краєвидів. На виставці, яка відкрилася 25 січня, було представлено близько 70 картин та ескізів майстра.

## Освіта
У місті діє університет.

## Міста-побратими
- Бріар, Франція (1962)[2]
- Ванн, Франція (1952)[2]
- Літл-Рок, США (1997)[2]
- Сефтонd, Велика Британія (1964)[2]
- Туассе, Франція (1963)[2]
- Чанша, КНР (1998)[2]